# カルピスサワー
カルピスサワーは、1994年から発売されているカルピスのチューハイ。
2013年8月まではカルピス株式会社より発売されていたが、同年10月にカルピス社がアサヒグループ入りしたのに伴う酒類事業終了に伴い、事業を同グループ酒類事業のアサヒビール株式会社に移管。同年12月10日以降はアサヒビール社から発売されている。

## 歴史
1994年2月に北海道地区で限定発売され、同年3月には全国で発売された。
発売当時は缶チューハイが人気を集めていたものの、中年男性が中心だった。これに対し「カルピスサワー」は「スイート系チューハイ」としてコンビニエンスストアや量販店などで売られるようになり、女性や若者から人気を得た。1997年のリニューアルではアルコール分を6%から5%荷下げた。その後はフルーツ風味の追加（2000年）や、酒をウォッカに変更（2003年）するなど様々なリニューアルを重ねた。

## 特徴
カルピス本来のうまさをベースに、ほどよい甘さとスッキリとした後味に仕上げた。ウォッカと炭ろ過水を使用し、素材にこだわった爽やかな味わいが楽しめる。アルコール分は約3%。小学生や中高生などの未成年者や子どもの保護者に清涼飲料水と勘違いされないよう、缶には「これはお酒（さけ）です」「お子様の手の届くところに置かないでください」と表示されているほか、同社及び他社のその他のチューハイよりも「お酒」の表示が大きい。姉妹品に「カルピスバータイム」と「カルピスフィーズ」がある。
なお、「カルピスサワー」はアサヒ飲料株式会社の登録商標である。